# Cataulacus tardus
Cataulacus tardus är en myrart som beskrevs av Santschi 1914. Cataulacus tardus ingår i släktet Cataulacus och familjen myror. Inga underarter finns listade.